# Индустријска област Тревизо-Маре (Тревизо)
Индустријска област Тревизо-Маре је насеље у Италији у округу Тревизо, региону Венето.
Према процени из 2011. у насељу је живело 41 становника. Насеље се налази на надморској висини од 5 м.